# Elachypteryx erebenna
Elachypteryx erebenna is een vlinder uit de familie van de grasmotten (Crambidae), uit de onderfamilie van de Musotiminae. De wetenschappelijke naam van deze soort is voor het eerst gepubliceerd in 1908 door Alfred Jefferis Turner.
De spanwijdte bedraagt ongeveer 1 centimeter.
De soort komt voor in Australië (Queensland).